# Oswaldia gilva
Oswaldia gilva är en tvåvingeart som beskrevs av Hiroshi Shima 1991. Oswaldia gilva ingår i släktet Oswaldia och familjen parasitflugor. Inga underarter finns listade i Catalogue of Life.